# Natalja Alexandrowna Tschistjakowa
Natalja Alexandrowna Tschistjakowa (russisch Наталья Александровна Чистякова, engl. Transkription Natalya Chistyakova, Geburtsname Бурда – Burda, in erster Ehe Печёнкина – Petschonkina – Pechonkina; * 15. Juli 1946 in Juschno-Sachalinsk) ist eine russische Sprinterin, die für die Sowjetunion startend Olympiadritte wurde.
Am 9. März 1968 stellte sie einen Weltrekord im 400-Meter-Lauf auf, den sie am selben Tag erneut verbesserte.
Bei den Olympischen Sommerspielen 1968 in Mexiko-Stadt gewann sie die Bronzemedaille über 400 m hinter Colette Besson (FRA) und Lillian Board (GBR).
Danach heiratete sie den ehemaligen Hürdenläufer Walentin Tschistjakow. Bei den Leichtathletik-Europameisterschaften 1971 in Helsinki wurde sie Fünfte über 400 m wurde und holte mit der sowjetischen Mannschaft in der 4-mal-400-Meter-Staffel Bronze.
Bei den Olympischen Sommerspielen 1972 in München schied sie im Viertelfinale aus und wurde in der Staffel Achte.
Ihr Sohn Wiktor Tschistjakow ist als Stabhochspringer erfolgreich.